# Oreophryne habbemensis
Oreophryne habbemensis es una especie de anfibio anuro del género Oreophryne de la familia Microhylidae.

## Distribución geográfica
Es originaria de Nueva Guinea Occidental (Indonesia).